# Ivo Milazzo
Ivo Milazzo (Tortona, Pijemont. 20. lipnja 1947.) je talijanski crtač stripa.
Radio je uglavnom za Sergia Bonellija Editorea. Debitirao je 1971. godine, crtajući neke Tarzanove priče za francusko tržište. Zajedno sa svojim prijateljem, književnikom Giancarlom Berardijem, stvorio je niz likova, uključujući 1974. Kena Parkera, jednog od najcjenjenijih zapadnjačkih likova europskog stripa.
Njegov stil pomalo podsjeća na stil Huga Pratta.

## Vanjske poveznice
- Ivo Milazzo  Arhivirana inačica izvorne stranice od 11. studenoga 2020. (Wayback Machine), inducks.org
- Page at lambiek.com